# Koniowiec (potok)
Koniowiec – potok, lewobrzeżny dopływ Kamionki. Płynie w Małych Pieninach.

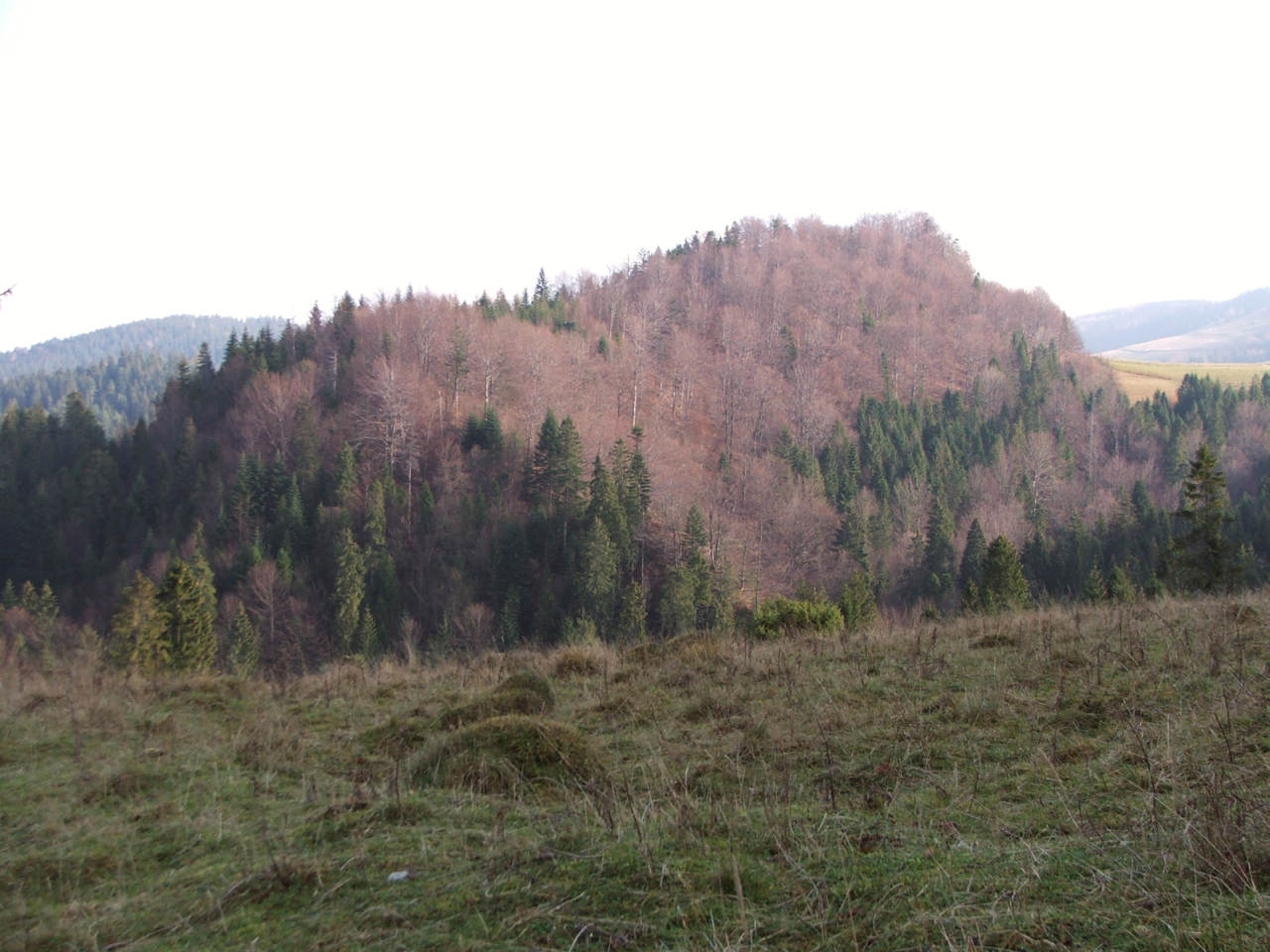
Jar Koniowca poniżej zachodnich zboczy szczytu Homole

Jego źródła znajdują się na wysokości 860 m n.p.m., na północnych zboczach Durbaszki, w dolnej części grzbietowej połoniny, tuż ponad lasem. Zasilają go także strugi spływające z Połoniny Kiczera. Potok spływa po zachodniej stronie szczytu Homole. Ponad Wąwozem Homole, przy Dubantowskiej Dolince łączy się z Kamionką, na wysokości ok. 640 m n.p.m. Długość potoku wynosi 1500 m, a jego średni spadek wynosi 14,6%. Cała jego zlewnia znajduje się na niezamieszkanym terenie w miejscowości Jaworki w województwie małopolskim, w powiecie nowotarskim, w gminie miejsko-wiejskiej Szczawnica, sam potok zaś płynie przez zalesiony skalny jar.